# Finhan

Finhan este o comună în departamentul Tarn-et-Garonne din sudul Franței. În 2009 avea o populație de 1.357 de locuitori.

## Evoluția populației
| An        | 1975 | 1982 | 1990 | 1999 | 2006  | 2009  |
| --------- | ---- | ---- | ---- | ---- | ----- | ----- |
| Populație | 906  | 893  | 900  | 934  | 1.246 | 1.357 |

## Monumente

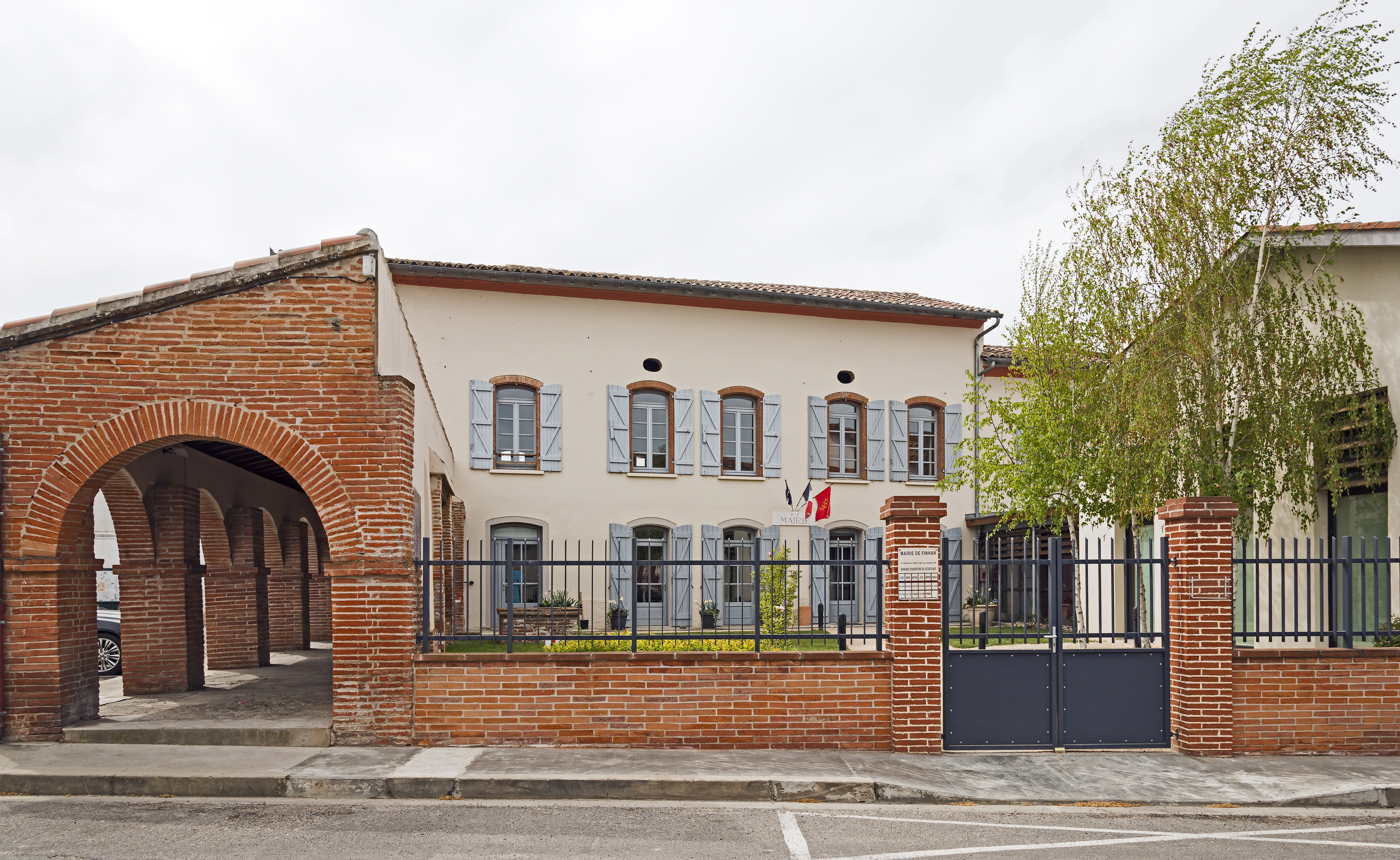
primăria
clopotnița
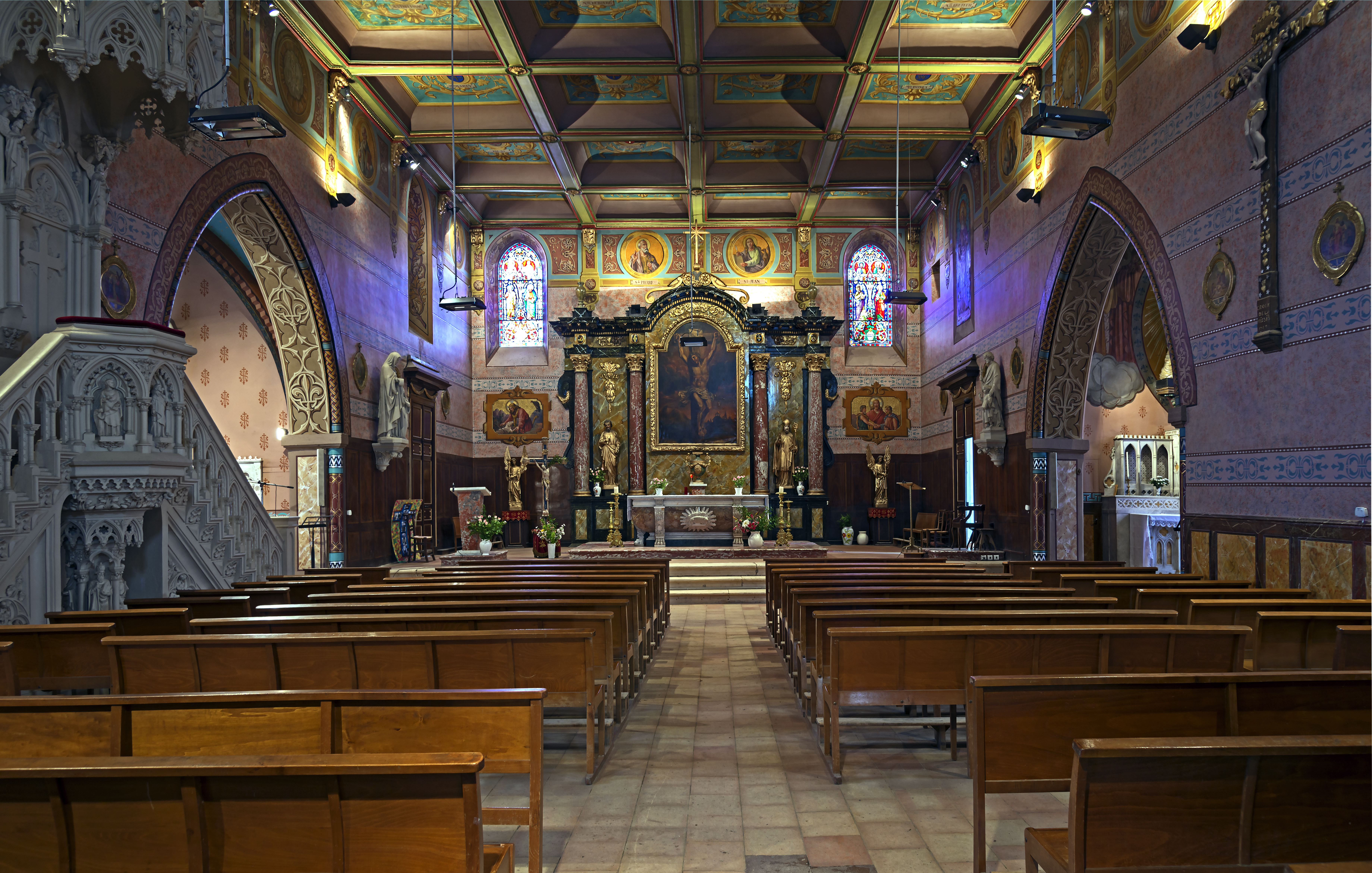
In interiorul bisericii
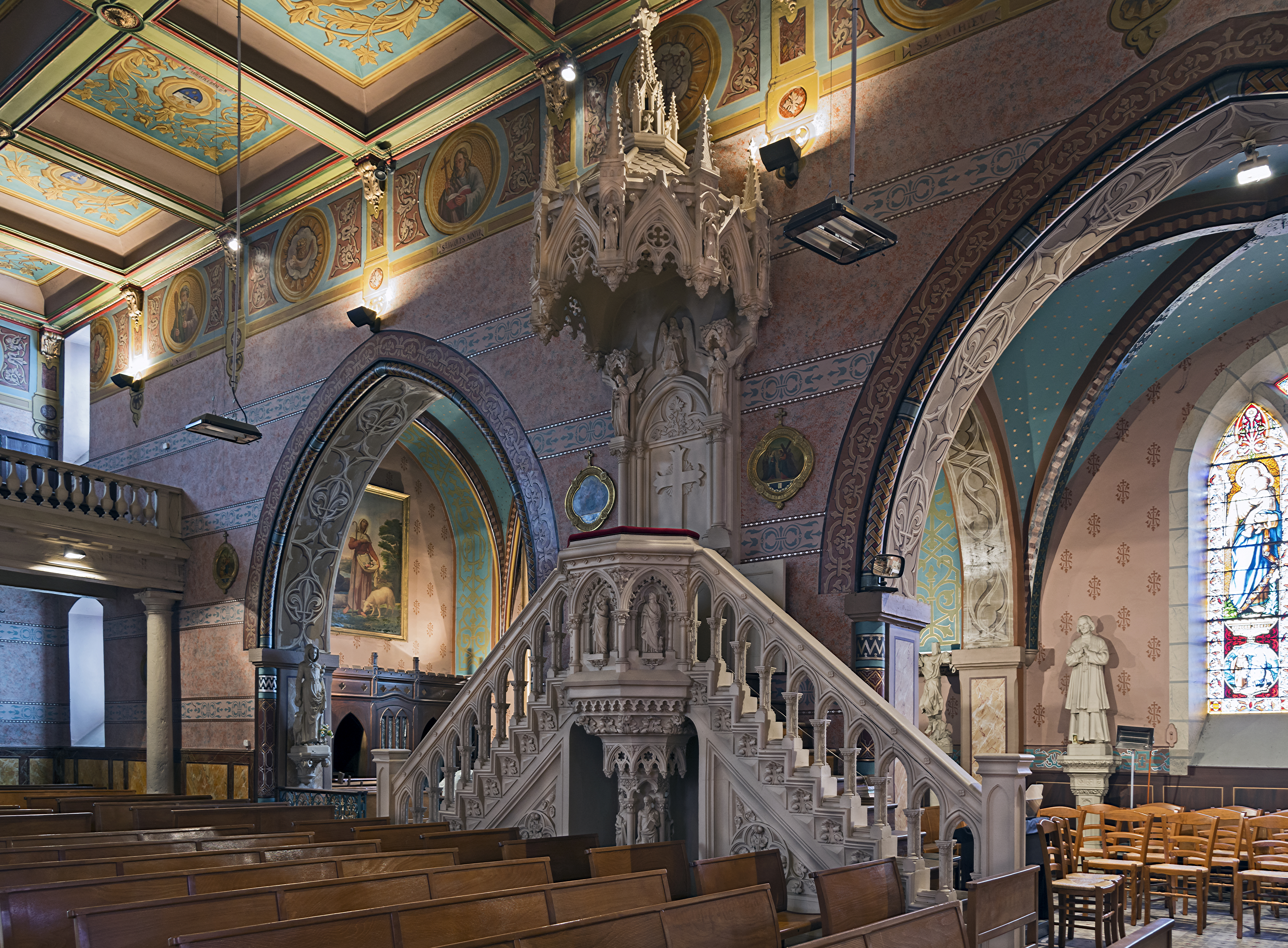
amvonul
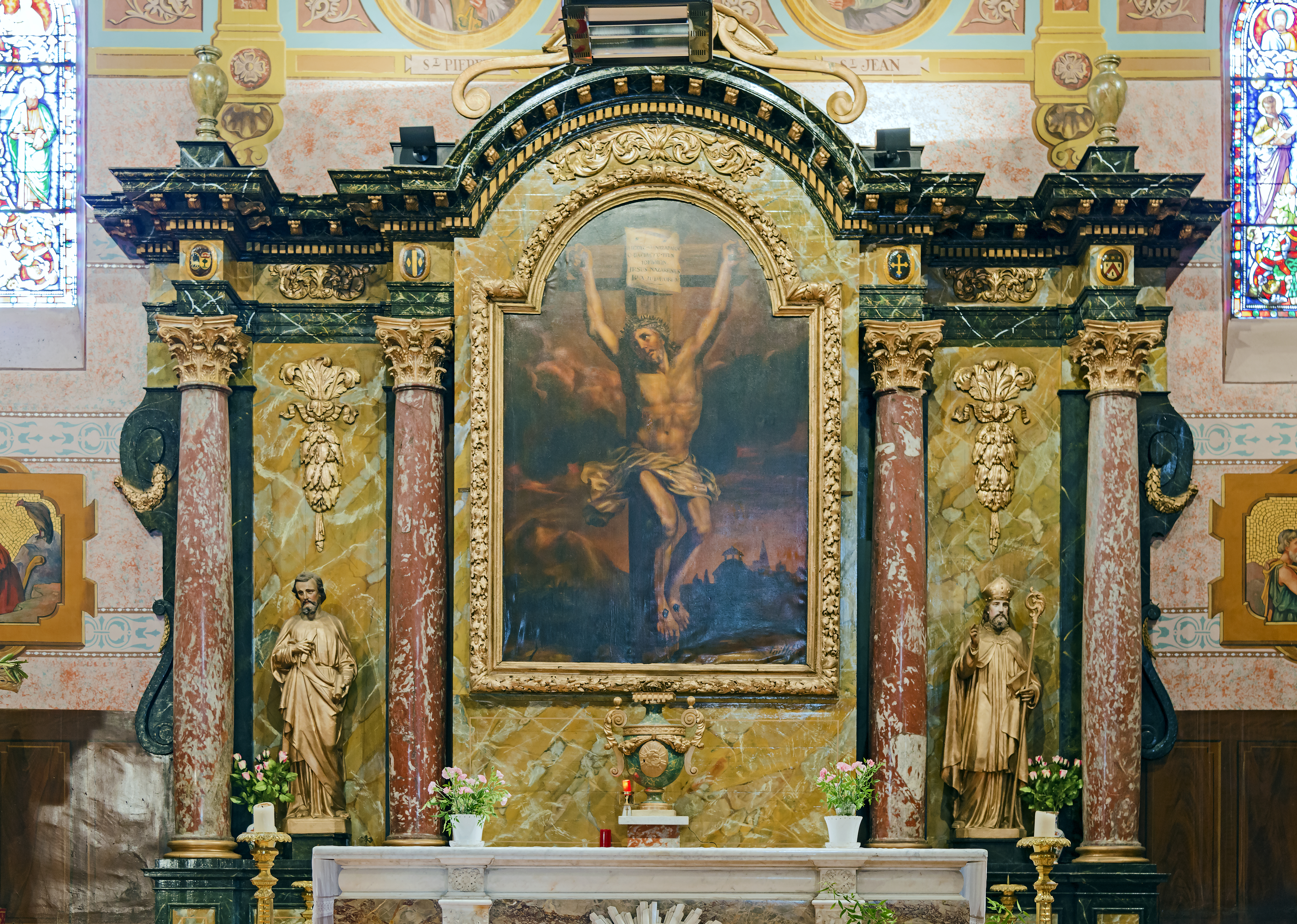
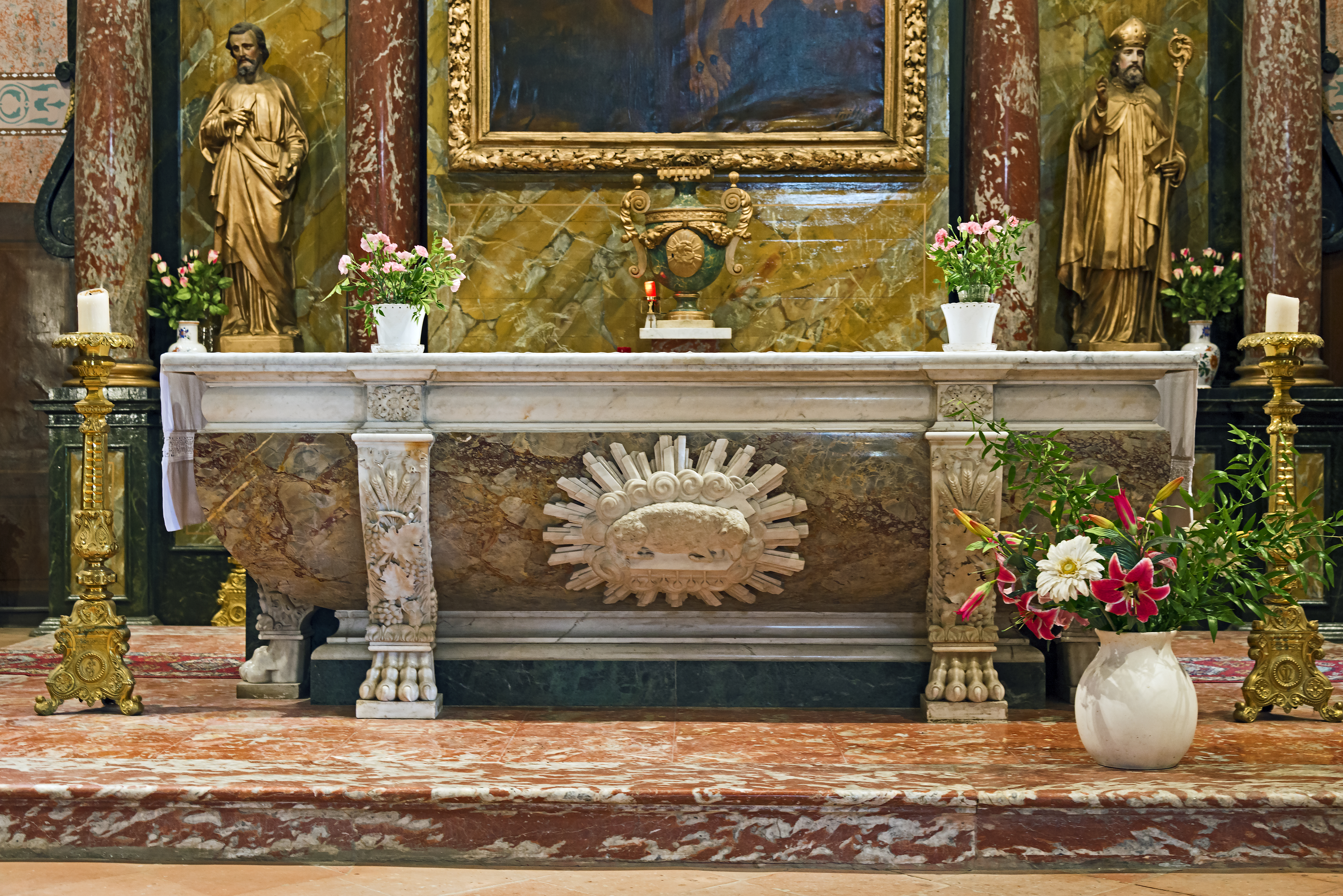
altar
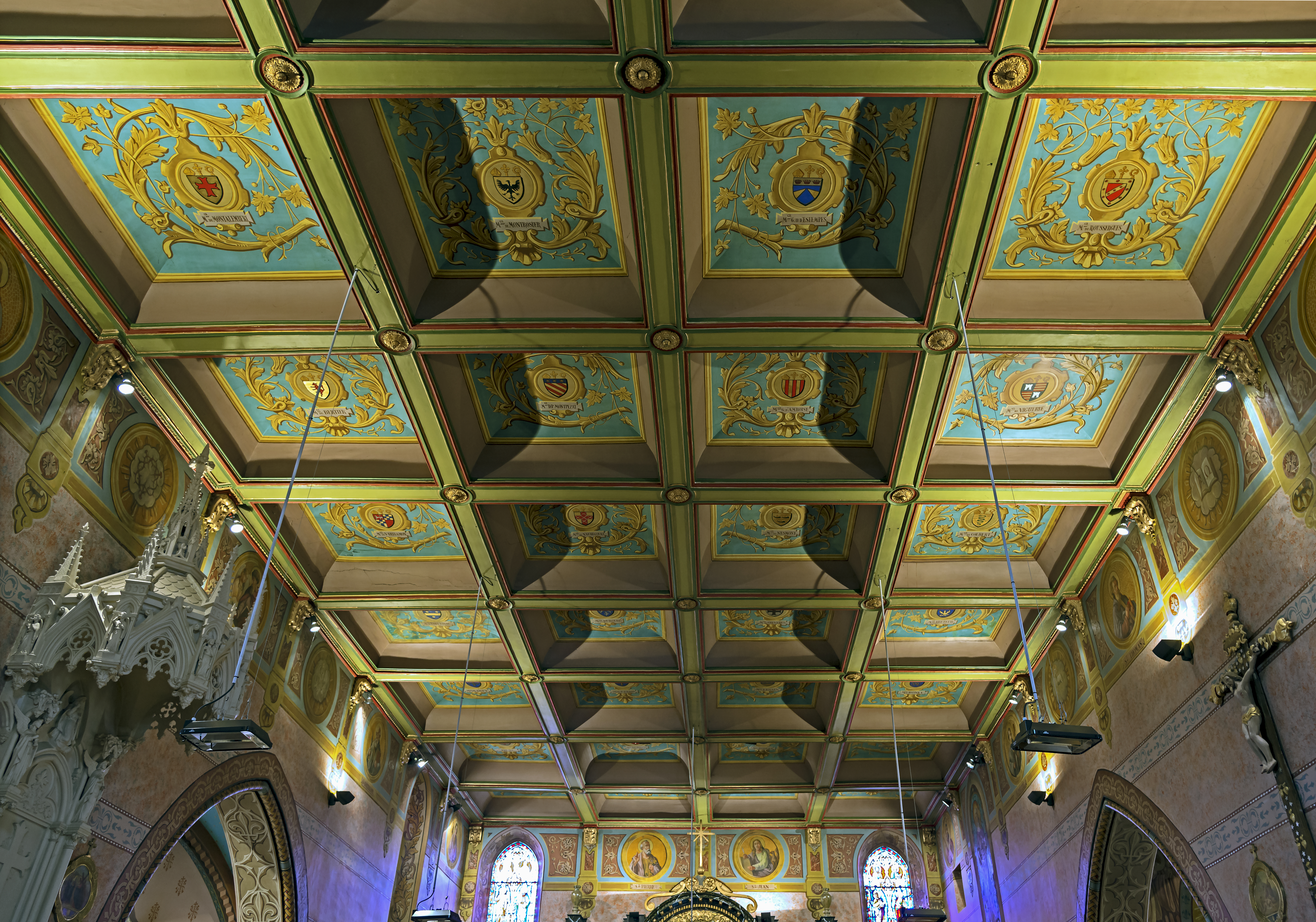
tavanul
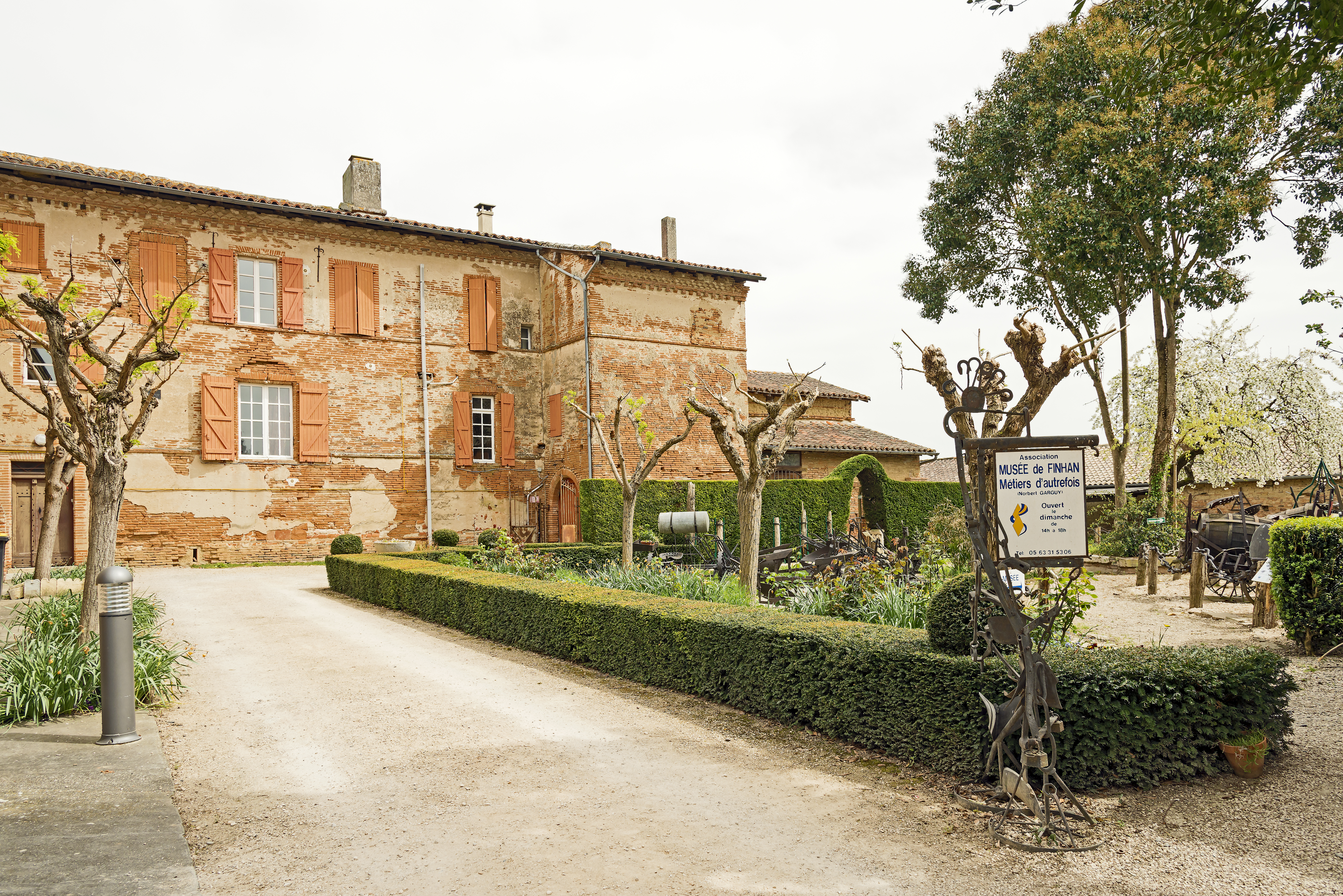
Muzeul
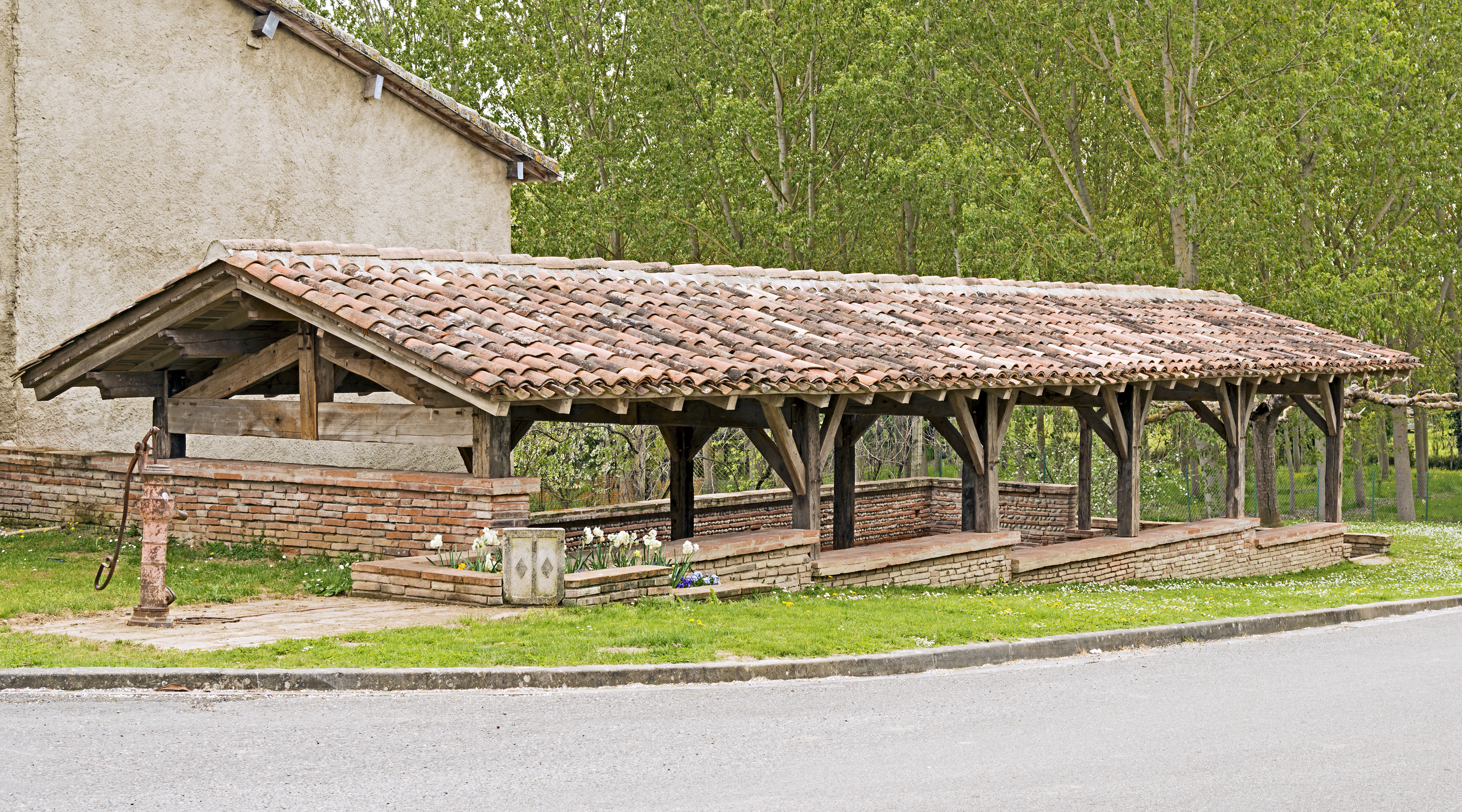
rufele